# Rådhuspladsen (métro de Copenhague)
Rådhuspladsen est une station des lignes 3 et 4 du métro de Copenhague située sur la commune de Copenhague.

## Situation
Rådhuspladsen est desservie par les lignes 3 et 4 du métro de Copenhague. Cette station souterraine se trouve entre Gammel Strand et København H.

## Histoire
La station Rådhuspladsen a ouvert au public le 29 septembre 2019 à l'occasion de la mise en service de la ligne 3 du métro de Copenhague.
Elle est également desservie par la ligne 4 du métro du Copenhague depuis sa mise en service le  28 mars 2020.

## À proximité
- Rådhuspladsen
- Hôtel de ville de Copenhague
- Strøget
- Tivoli